# Ceraeochrysa castilloi
Ceraeochrysa castilloi is een insect uit de familie van de gaasvliegen (Chrysopidae), die tot de orde netvleugeligen (Neuroptera) behoort. 
Ceraeochrysa castilloi is voor het eerst wetenschappelijk beschreven door Navás in 1913.